# Pleioblastus amarus
Pleioblastus amarus là một loài thực vật có hoa trong họ Hòa thảo. Loài này được (Keng) Keng f. miêu tả khoa học đầu tiên năm 1948.